# Port Neches (Texas)
Port Neches es una ciudad ubicada en el condado de Jefferson en el estado estadounidense de Texas. En el Censo de 2010 tenía una población de 13040 habitantes y una densidad poblacional de 551,94 personas por km².

## Geografía
Port Neches se encuentra ubicada en las coordenadas 29°57′39″N 93°57′42″O / 29.96083, -93.96167. Según la Oficina del Censo de los Estados Unidos, Port Neches tiene una superficie total de 23.63 km², de la cual 22.35 km² corresponden a tierra firme y (5.39%) 1.27 km² es agua.

## Demografía
Según el censo de 2010, había 13040 personas residiendo en Port Neches. La densidad de población era de 551,94 hab./km². De los 13040 habitantes, Port Neches estaba compuesto por el 90.94% blancos, el 1.03% eran afroamericanos, el 0.54% eran amerindios, el 2.37% eran asiáticos, el 0.11% eran isleños del Pacífico, el 3.52% eran de otras razas y el 1.49% pertenecían a dos o más razas. Del total de la población el 9.94% eran hispanos o latinos de cualquier raza.